# تحفة الأحباب (معجم)
تحفة الأحباب هو معجم وقاموس فارسي كُتب في إيران الصفوية، ألفه الشاعر والخطاط حافظ سلطان علي أوبهي الهروي في عام 1529/30.
يزعم أوباهي أن أعمال الشعراء الفارسيين الأوائل كانت تُهمل بسبب قِدَم العديد من عباراتهم الفارسية، ولذلك استلهم الشاعر فكرة إنشاء قاموس يشرح تلك العبارات. ومع ذلك، فبالإضافة إلى أسماء الأشخاص والأماكن والمهن، يتضمن قاموسه أيضًا عددًا كبيرًا من الكلمات العربية وبعض التركية، فضلًا عن العديد من الكلمات من اللهجات الفارسية الأخرى، وخاصة من بلاد ما وراء النهر. ويستشهد العمل أيضًا بـ 2483 كلمة من الشعر الفارسي. أُلِّفَت غالبية القصائد المذكورة في عهد الدولة السامانية (819-999) التي حكمت بلاد ما وراء النهر وخراسان.
يعد كتاب تحفة الأحباب قاموسًا مهمًا، وقد أثر على قواميس لاحقة مثل فرهنك سروري، وفهرنك جهنجيري ، وفهرنك رشيدي.